# Спочан

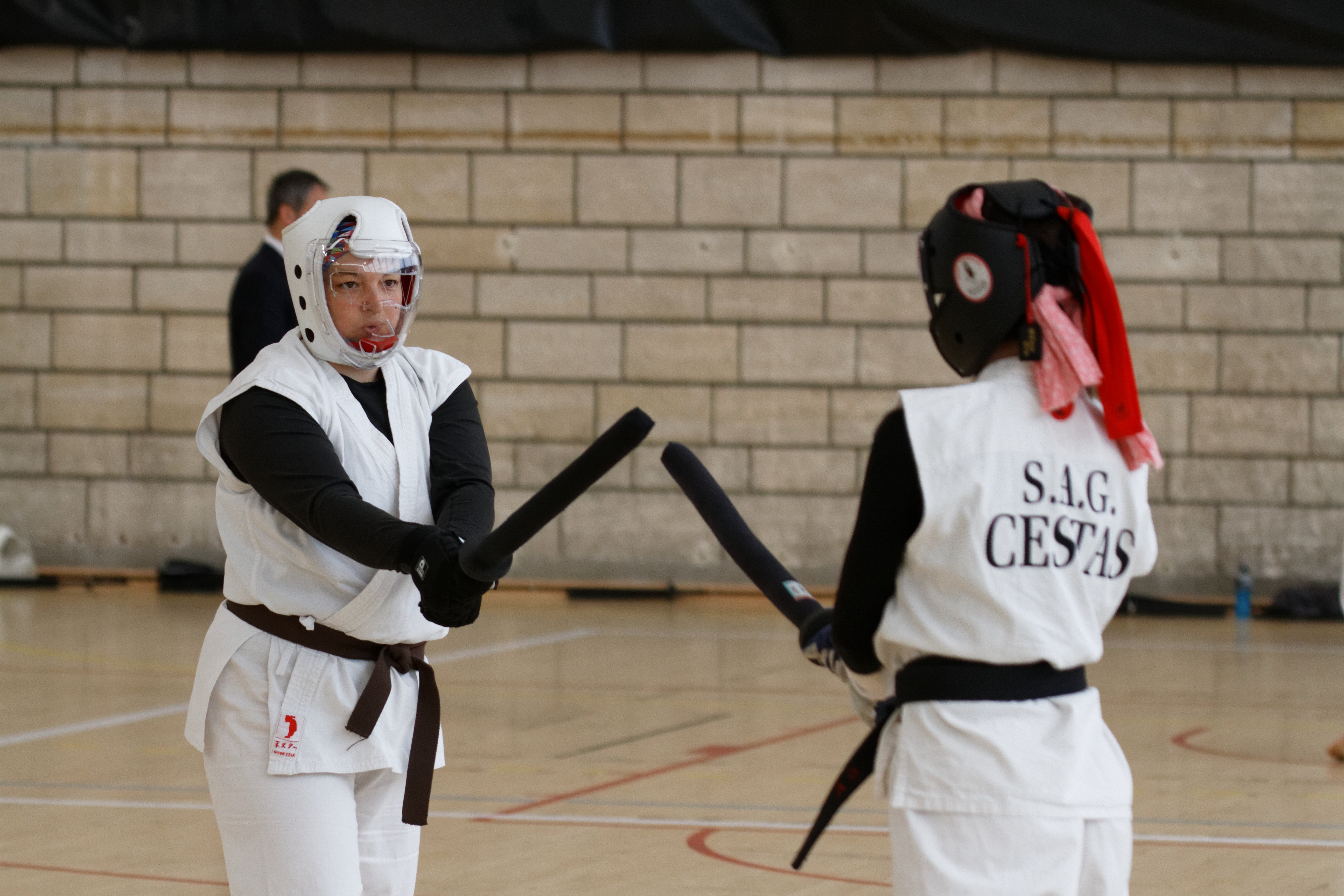

Спочан (спорт чанбара) — вид спорта, созданный в Японии в 1970-х годах на основе самурайского поединка, является полноконтактным фехтованием на нетравматичных имитациях холодного оружия. По сути — это спортивный поединок на безопасном оружии.

## Этимология
Слово «спочан» — сокращение от «Спорт чанбара»  (яп. スポーツチャンバラ спо:цутямбара). Тямбара (チャンバラ) — в переводе с японского «бой на мечах».

## История
Основатель спорта чанбара — Тэцундо Танабэ. Годом основания считается 1973-й. Первые международные соревнования были проведены в 1989 году в Японии.

## Правила
Бой проводится на площадке размером 6 на 7 метров. Задача соревнующегося — поразить любую часть тела соперника боевой частью своего оружия. В некоторых видах поединков зона поражения ограничивается. Решение о зачтении удара принимают судьи. Каждый поединок судят три арбитра. Удар засчитывается, если два арбитра засчитали его. Боец может подать апелляцию на решение арбитров. В этом случае сначала три арбитра проводят короткое совещание, затем выслушиваются соперники, после чего, судьи ещё раз обсуждают спорный эпизод и выносят окончательное решение. Вся процедура занимает не более двух минут.
Одновременно нанесённые удары (айучи) являются предупреждением обоим спортсменам. После третьего айучи, оба спортсмена дисквалифицируются.

## Виды поединков
Для спочана характерно большое разнообразие видов поединков. Поединки могут проводиться «один на один», с неравным количеством соперников (например один против троих), команда на команду и по правилу «каждый сам за себя». Кроме того, спортсмены соревнуются в чёткости и точности исполнения ударов.
В качестве оружия выступают:
- кинжал танто (45 см)
- короткий меч кодати (60 см)
- длинный меч тёкэн (100 см)
- палка дзё (140 см)
- шест бо (210 см)
- копьё яри (190 см)

Боевая часть каждого оружия представляет собой плотно накачанную воздухом камеру продолговатой формы.
В некоторых дисциплинах используется щит татэ. Во всех дисциплинах боец экипируется маской мэн, защищающая лицо и голову от ударов.
Характерно, что женщины сражаются наравне с мужчинами.

## Соревнования
Соревнования по спочану делятся на кихон (показательные выступления) и датоцу (поединки).
- Кихон — спортсмены соревнуются в правильном исполнении некоторых формальных действий ката. Побеждает тот, кто сделает меньше всего ошибок и при этом сохранит нужную концентрацию и скорость выполнения этих действий.
- Датоцу — поединки/бои между двумя спортсменами (если индивидуальные соревнования) и командами (если соревнования командные). Поединки проводятся в категориях, с использованием вышеуказанных имитаторов оружия.

Дисциплины датоцу, которые можно встретить на соревнованиях:
- Кодати — короткий меч
- Тёкен фри — сабли (допускается держать тёкен одной рукой)
- Тёкен моротэ — катана (удары наносить только двумя руками)
- Нито рю — два меча: короткий и длинный
- Татэ-кодати — щит и короткий меч
- Татэ-тёкен щит и длинный меч
- Яри — копьё
- Бо — шест
- Тёкен иай — скоростная выемка меча с одновременной атакой противника (дисциплина на чемпионатах мира отменена)
- Нагината — алебарда (дисциплина на чемпионатах мира отменена)
- Нагамаки — двуручный большой меч  (в соревнованиях используется яри)
- Дзё — палка

Количество дисциплин определяет регламент соревнований. На соревнованиях, проводимых в России, обычно, используются до категории «Яри» включительно.
Соревнования проводятся по олимпийской системе — в следующий круг выходят только победители.
Поединки проводятся до одного очка (одно поражение признанное судьями) — «иппон сёбу». Если поединок является финальным, то он проводится до трёх очков (сумма очков обоих спортсменов) — «самбон сёбу».
Выходы за площадку наказываются предупреждением. Два предупреждения — одно очко поражения.
В зависимости от регламента соревнований, спортсмены делятся по:
- Степеням полученным в ходе обучения кю или дан. Официальный. Система принята на Чемпионатах Европы, Мира.
- Возрасту спортсменов. В основном, используются в Чемпионате России, Кубок России и на других соревнованиях для более сглаженного распределения по группам детей разных возрастов.
- Году рождения. Вариант, более приближенный к соревнованиям других видов спорта. Смысл тот же что и при распределении по возрасту.

В ходе соревнований выясняются победители в категориях, использующих разные виды оружия.
Между ними проводится, также соревнование. В результате которого выясняется победитель — Гранд-Чемпион.
После проведения индивидуальных боёв проводятся командные бои. Команда состоит из трёх человек с различными видами оружия: кодати, тёкен фри и нито. В соревновании участвуют, по очереди, выходящие противники, которые сражаются с противником держащим аналогичное оружие. Побеждает команда набравшая наибольшее количество очков, по результату поединков.
Все результаты записываются и выкладываются на официальном сайте.
Также, ведётся общий индивидуальный рейтинг спортсменов, участвующих в соревнованиях.

## География
Спочан появился в Японии и развивается в различных странах мира:
- Европы — Россия, Республика Беларусь, Франция, Италия, Украина, Эстония, Латвия, Польша, Германия и т. д.
- Азии и Океании — Корея, Сингапур, Австралия, Малайзия и т. д.
- Северной и Южной Америки — США, Канада, Мексика и т. д.
- Африки — Египет, Сирия, Кения

Подробнее
В России спочан официально представлен в следующих регионах:
- Москва и Московская область
- Санкт-Петербург и Ленинградская область
- Ивановская область
- Калининградская область
- Нижегородская область
- Краснодарский край
- Красноярский край
- Саратовская область
- Новгородская область
- Тюменская область

Подробнее